# Kloster Maria Jeutendorf

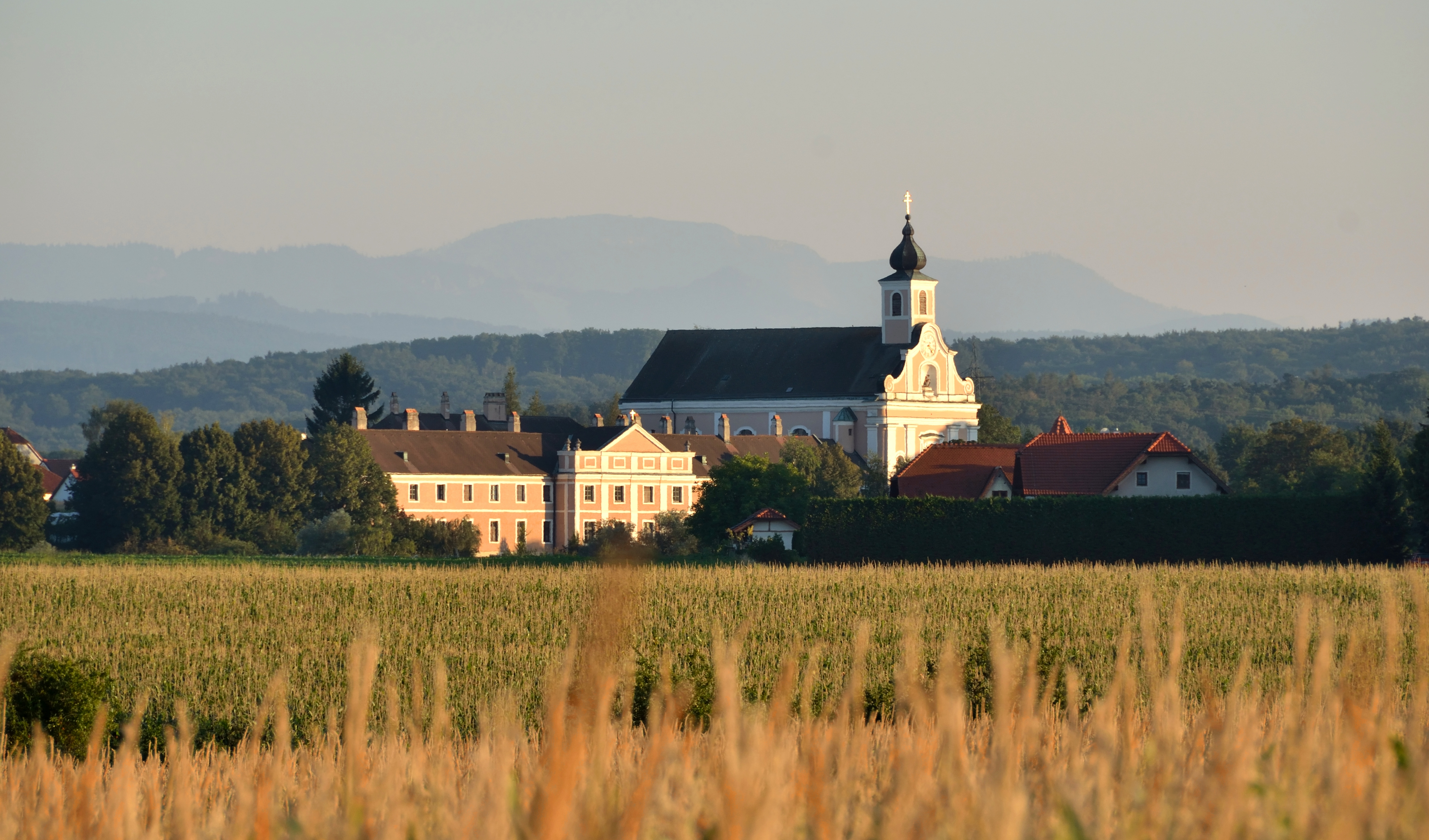
Kloster und Klosterkirche Mater Dolorosa in Maria Jeutendorf

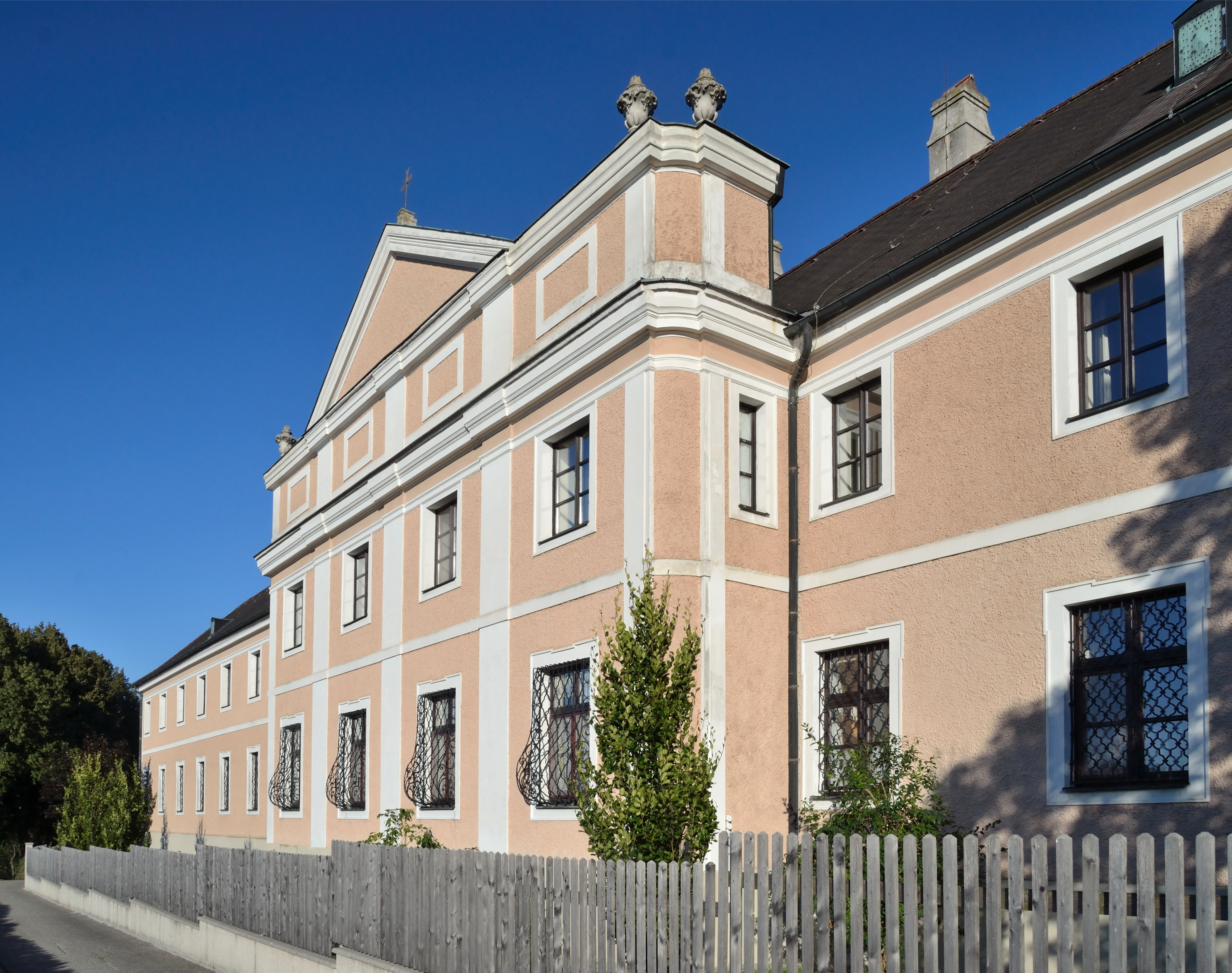
Hauptfront mit Mittelrisalit des Klosters

Das Kloster Maria Jeutendorf steht mit der Wallfahrtskirche Maria Jeutendorf weithin sichtbar auf einer Hügelterrasse an einer steilen Geländekante in der Ortschaft Maria Jeutendorf in der Marktgemeinde Böheimkirchen im Bezirk St. Pölten-Land in Niederösterreich. Das ehemalige Servitenkloster steht unter Denkmalschutz (Listeneintrag).

## Geschichte
Maximilian von Sala erwarb 1676 das Schloss Jeutendorf, in dem urkundlich bereits 1248 eine Kapelle genannt wurde. Aus Dank für die Genesung seiner ältesten Tochter Maria Anna ließ er 1678 eine Kapelle mit einem Gnadenbild der Muttergottes, das sich im Besitz seiner Frau Johanna Dorothea (geborene Rossi) befunden hatte, errichten. Diese Kapelle wurde 1683 von den osmanischen Truppen zerstört. Kurz zuvor konnte das Gnadenbild in Sicherheit gebracht werden konnte. Eine Gedenktafel in der Nische des Schmerzenmannaltares erinnert an die Wiederherstellung des Heiligtums im Jahr 1686.
Mit dem Stifterbrief vom 1. November 1693 gründete Maximilian von Sala ein Servitenkloster, dessen Grundstein im April 1694 gelegt wurde. Am 5. Oktober 1695 übersiedelten sechs Servitenpatres aus ihrer provisorischen Unterkunft im Schloss in das neue Kloster. 1706 und 1715 wurde die Kapelle vom Enkel des Stifters wegen der großen Pilgermassen erweitert. Ab Mai 1717 folgte der großzügige Neubau der Kirche, der erst mit Abschluss der Kirchenausstattung 1757 komplettiert wurde. Von 1721 bis 1750 wurde der Klosterneubau unter Baumeister Johann Enzenhofer in Angriff genommen. 1762 bzw. 1763 wurde der Bibliotheks- und Sakristeitrakt unter Matthias Munggenast errichtet, welcher seit 1980 als Pfarrhof genutzt wird.
Mitte des 18. Jahrhunderts verlegten die Serviten das Noviziat nach Jeutendorf, wodurch bis zu 20 Patres im Konvent lebten. Im Zuge des Josephinismus unterdrückte Kaiser Joseph II. die Wallfahrt nach Jeutendorf; das Kloster entging durch die Interventionen des Ferdinand von Sala seiner Aufhebung. 1784 wurde die Pfarre Jeutendorf gegründet. 1792 arbeitete der spätbarocke Kirchenmaler Andreas Rudroff an der Gesamtausmalung des Servitenklosters.
Im Kriegsjahr 1809 fielen der Turm, die Dachfläche und die Sakristei einer Brandstiftung zum Opfer. Die Schäden konnten erst nach 1840 nachhaltig repariert werden. Die jüngste Kirchenrenovierung wurde 1965 abgeschlossen.
Das Servitenkloster wurde 1978 aufgelassen und ging an die Diözese St. Pölten. Das Kloster wurde von 1980 bis 1985 restauriert und für die Nutzung als Karmel adaptiert.

## Architektur
Die barocke Anlage mit drei zweigeschoßigen Trakten ist nordostseitig an der hoch aufragenden Wallfahrtskirche angebaut. Der Hof des Klosters ist nach Nordosten und Süden offen. Am Nordosten des Klostergartens befindet sich der Ortsfriedhof.
Der Wohntrakt steht im Nordwesten an einer Geländekante, die Fassade zeigt sich mit einem vierachsigen lisenengegliederten Mittelrisalit mit barocken Fensterkörben, mit einer Attikazone mit Vasenaufsätzen übergiebelt. Über dem Portal befindet sich eine Büste Schmerzhafte Muttergottes und das Wappen des Servitenordens vom Bildhauer Johann Georg Schlebacher 1750. Der Novizentrakt schließt hakenförmig im Südosten an den Wohntrakt an. Der Südosttrakt mit Bibliothek, ehemaliger Sakristei und Pfarrhof ist durch einen Klostergang entlang der Wallfahrtskirche mit dem Kloster verbunden.
Im Klosterinneren befindet sich im Wohntrakt im Erdgeschoß und teils im Obergeschoß ein Klausurgang mit Stichkappentonnen und einem kleinen Innenhof. Im Mittelrisalit befindet sich das ehemalige mehrjochige Refektorium als Chorkapelle mit einer platzlgewölbten Stuckdecke aus 1749, vier lünetenförmige Leinwandbilder zeigen die Wundersame Brotvermehrung gemalt von Franciscus Stratmann, Sieben Väter, Philippus Benitius vor Rudolf von Habsburg, hl. Peregrinus, alle aus dem dritten Viertel des 18. Jahrhunderts.
Die Wochentagskapelle im Erdgeschoß des Südosttraktes war die ehemalige Sakristei, der Raum zeigt ein zweijochiges Platzlgewölbe mit Rokokostuck, am Gurtbogen gibt es ein Wappen des Servitenordens. Im Obergeschoß des Osttraktes befindet sich die Bibliothek mit einem zweijochigen Platzlgewölbe.

## Karmel Mater Dolorosa
Der Konvent der Unbeschuhte Karmelitinnen wurde 1980 von den Unbeschuhten Karmelitinnen des Herz-Marien-Karmels in Mariazell und des Karmels St. Josef in Graz gegründet.
1985 nahm ein Konvent aus fünf Schwestern mit Profess und zwei Novizinnen das Leben in Maria Jeutendorf auf und wählte am 27. November 1985 die erste Priorin, Sr. Michaela von der Kraft Gottes, die nach dem Ende ihrer Amtszeit wieder in den Grazer Konvent zurückkehrte. Seit 2010 ist Sr. Maria Johanna von der Menschwerdung Priorin von Mater Dolorosa.